# Datchworth
Datchworth es una localidad situada en el condado de Hertfordshire, en Inglaterra (Reino Unido). Según el censo de 2011, tiene una población de 1210 habitantes.
Está ubicada al suroeste de la región Este de Inglaterra, al norte de Londres y a poca distancia de la ciudad de Hertford —la capital del condado—.